# Любовь — это яд
«Любовь — это яд» — песня, написанная российской певицей МакSим и вошедшая в её третий студийный альбом «Одиночка» (2009). В конце 2011 года артистка сняла на песню видеоклип, но отмечалось, что композиция не станет официальным синглом певицы, но будет являться промосинглом..

## Музыка и лирика
«Любовь — это яд» — это медленная поп-баллада, с большим влиянием фольклорных мотивов. Во время проведения онлайн-конференции на сайте «АиФ» МакSим рассказывала, как написала песню:

Песня писалась летом, на даче, и правда было столько тополиного пуха, очень было похоже на снег, и гора позитивных воспоминаний. Даже от самой грустной песни мне хочется вкладывать какой-то момент позитива, чтобы человеку не хотелось после прослушивания пойти и повеситься, должно хотеться жить.— МакSим

## Реакция критики
Рецензируя альбом, Алексей Мажаев из InterMedia писал, что в отличие от остального, экспериментального материала пластинки, в этой песне МакSим снова предстаёт в образе «своей девчонки». Гуру Кен посчитал, что «откровения» на уровне «любовь — это яд» рассчитаны на подростковую аудиторию, которая «обожает эффектные формулировки из банальных фраз», однако отмечал, что певица «обращает банальности в искренний блеск глаз и интимные интонации, которые неловко судить за банальность». Булат Латыпов в «Афише», описывая релиз клипа в 2011 году, отмечал, что песня сохранила своё очарование: «всё тот же „сердец хрустальный перезвон“, все те же многозначительные точки в каждой строчке после буквы „Л“».

## Музыкальное видео
В ноябре 2011 года на песню был снят видеоклип, хотя она вошла в альбом двухлетней давности. МакSим рассказала о причинах съёмок: «Песня „Любовь — это яд“ любима не только мной, но и моими поклонниками. На концертах я замечаю, какая сильная отдача идет именно после этой песни, хотя никакого специального внимания мы к ней ранее не привлекали». По словам певицы, в клипе она ориентировалась на интернет-аудиторию и пыталась уйти от устоявшихся правил производства музыкальных видео: съёмки заняли всего один день и проходили в фотостудии, не было заранее прописанного сценария и не привлекалась большая съёмочная команда с известным режиссёром. Режиссёром выступил Илья Аксёнов, а помогали в съёмках друзья артистки. В итоге видеоряд получился наполненным символизмом и визуальными решениями, которые свойственны арт-инсталляциям. Релиз клипа состоялся 21 ноября на странице певицы в Facebook. Татьяна Валуйскова в Starland.ru писала, что в клипе МакSим выступила в необычном для неё амплуа: «Заявила протест — белый флаг сожжен. Выразила несогласие — разорваны сковывающие нити». Булат Латыпов отмечал излишние метафоры. «Свой кубик Рубика Максим уже давно собрала, и столь очевидные метафоры в клипе явно ни к чему», — писал журналист.
По состоянию на декабрь 2016 года, на официальном канале певицы на YouTube видео набрало более 2,4 млн просмотров.

## Коммерческий успех песни
После релиза видеоклипа, песня попала в чарт продаж русскоязычной музыки портала «Красная звезда» (основан на информации, полученной от российского издания журнала Billboard). Песня дебютировала в чарте в декабре 2011 года на 67 позиции. Видеоклип к песне попал в видеочарт портала (по ротациям на телевидении), добравшись до 32 места.

| Страна/территория (Чарт)      | Высшая позиция |
| ----------------------------- | -------------- |
| Красная звезда. Видеочарт     | 32             |
| Красная звезда. Народный чарт | 88             |

| Страна/территория (Чарт)        | Высшая позиция |
| ------------------------------- | -------------- |
| Красная звезда. Видеочарт       | 87             |
| Красная звезда. Чарт продаж     | 67             |
| Красная звезда. Экспертный чарт | 15             |

### Квартальные чарты
| Страна/территория (Чарт)        | Высшая позиция |
| ------------------------------- | -------------- |
| Красная звезда. Экспертный чарт | 42             |

## Авторы и участники записи
- МакSим — автор, продюсер, вокал
- Анатолий Стельмачёнок — сведение, аранжировка
- Ричард Олейник — гитара